# La Ferté-sur-Chiers
 La Ferté-sur-Chiers  là một xã ở tỉnh Ardennes, thuộc vùng Grand Est ở phía bắc nước Pháp.